# Życie przed sobą
Życie przed sobą (fr. La vie devant soi) – powieść autorstwa Romaina Gary, wydana pod pseudonimem Emile Ajar 14 września 1975.
Opowiada historię przyjaźni małego Momo o arabskich korzeniach i starej polskiej Żydówki pani Róży. Fabuła osadzona jest w 18. dzielnicy Paryża, gdzie zamieszkują prostytutki, alfonsi, złodzieje i wszelkiej maści biedota. Główny bohater, chłopiec wychowywany przez starą prostytutkę, która opiekuje się dziećmi innych  prostytutek, poznaje świat z bardzo oryginalnej perspektywy. Między nim a opiekunką nawiązuje się bardzo bliska więź. W konsekwencji, kiedy starzejąca się pani Róża wymaga opieki, Momo zostaje przy niej i do końca się nią zajmuje. Zabawny język i pełna zagadek historia podnoszą wartość literacką tej powieści.
Jest to druga książka, za którą Romain Gary otrzymał Nagrodę Goncourtów. Prestiżowa nagroda może być przyznawana tylko raz w życiu, ale tę książkę Gary napisał pod pseudonimem Emile Ajar, pragnąc udowodnić krytykom, że otrzymywane przez niego wyróżnienia nie są dowodami uznania za działalność polityczną lub premią za otaczający go rozgłos, ale nagrodą za prawdziwy talent literacki. Prawdziwe autorstwo powieści wyszło na jaw dopiero w opublikowanej po śmierci Romain Gary książce Życie i śmierć Emila Ajar. 

## Ekranizacje
Powieść doczekała się ekranizacji w 1977 pod tym samym tytułem z Simone Signoret w roli głównej (inny tytuł Madame Rosa), a w 2020 został nakręcony film z Sophią Loren.